# Myriam Bregman
Pour les articles homonymes, voir Bregman.
 (décembre 2021).
La mise en forme du texte ne suit pas les recommandations de Wikipédia : il faut le « wikifier ».
Les points d'amélioration suivants sont les cas les plus fréquents. Le détail des points à revoir est peut-être précisé sur la page de discussion.
- Les titres sont pré-formatés par le logiciel. Ils ne sont ni en capitales, ni en gras.
- Le texte ne doit pas être écrit en capitales (les noms de famille non plus), ni en gras, ni en italique, ni en « petit »…
- Le gras n'est utilisé que pour surligner le titre de l'article dans l'introduction, une seule fois.
- L'italique est rarement utilisé : mots en langue étrangère, titres d'œuvres, noms de bateaux, etc.
- Les citations ne sont pas en italique mais en corps de texte normal. Elles sont entourées par des guillemets français : « et ».
- Les listes à puces sont à éviter, des paragraphes rédigés étant largement préférés. Les tableaux sont à réserver à la présentation de données structurées (résultats, etc.).
- Les appels de note de bas de page (petits chiffres en exposant, introduits par l'outil «  Source ») sont à placer entre la fin de phrase et le point final[comme ça].
- Les liens internes (vers d'autres articles de Wikipédia) sont à choisir avec parcimonie. Créez des liens vers des articles approfondissant le sujet. Les termes génériques sans rapport avec le sujet sont à éviter, ainsi que les répétitions de liens vers un même terme.
- Les liens externes sont à placer uniquement dans une section « Liens externes », à la fin de l'article. Ces liens sont à choisir avec parcimonie suivant les règles définies. Si un lien sert de source à l'article, son insertion dans le texte est à faire par les notes de bas de page.
- La présentation des références doit suivre les conventions bibliographiques. Il est recommandé d'utiliser les modèles {{Ouvrage}}, {{Chapitre}}, {{Article}}, {{Lien web}} et/ou {{Bibliographie}}. Le mode d'édition visuel peut mettre en forme automatiquement les références.
- Insérer une infobox (cadre d'informations à droite) n'est pas obligatoire pour parachever la mise en page.

Pour une aide détaillée, merci de consulter Aide:Wikification.
Si vous pensez que ces points ont été résolus, vous pouvez retirer ce bandeau et améliorer la mise en forme d'un autre article.
Myriam Bregman (née à Timote le 25 février 1972) est une avocate, militante et femme politique argentine. Dans les années 90, elle étudie le droit à  l'Université de Buenos Aires, et adhère au Parti des travailleurs socialistes (en espagnol : Partido de los Trabajadores Socialistas, PTS), parti trotskyste argentin dont elle est l'une des principales figures.
Elle a été l'une des avocates chargés de l'affaire de Jorge Julio López, qui, après avoir témoigné contre Miguel Osvaldo Etchecolatz, homme condamné à la réclusion à perpétuité et accusé de génocide pour les crimes qu'il a commis pendant la dictature, a disparu subitement.
En 1997, elle fonde le Centre des Professionnels des Droits de l'Homme (CeProDH), qui défend et valorise les droits des chômeurs, des travailleurs licenciés et lutte contre l'injustice. Elle intervient également auprès du collectif Justicia Ya! (en français : Justice maintenant), qui regroupe des requérants dans des affaires de crimes contre l'humanité sous le régime de terrorisme d'État de la période dictatoriale.
Elle a été nommée députée nationale en 2009 et chef du gouvernement de la ville de Buenos Aires en 2011 et 2015 par le Frente de Izquierda y de los Trabajadores - Unidad FIT-U (en français : Front de la gauche ouvrière), comprenant entre autres le PTS. En 2015, elle devient députée nationale de la province de Buenos Aires, occupant le siège du FIT jusqu'en 2016.
Depuis décembre 2017, elle est députée à l'Assemblée législative de la ville de Buenos Aires, où elle est présidente de la Commission des droits de l'Homme et de la lutte contre la discrimination. Elle s'est également présentée comme candidate à la vice-présidence au Congrès aux élections générales argentines de 2015, terminant quatrième.

## Affaires relatives aux droits des travailleurs
Depuis 1998, elle est avocate de l'usine de tuiles Zanon à Neuquén, faisant partie de ceux qui ont agi dans cette affaire historique où l'entreprise Zanón a été reconnue coupable d'avoir émis un "lock-out offensif".
Elle s'est également distinguée dans la défense de Catalina Balaguer, une salariée de la compagnie PepsiCo et militante, qui a été injustement licenciée, puis à nouveau embauchée. Bregman a aussi représenté les travailleurs de PepsiCo contre la fermeture illégale de l'usine Vicente López le 20 juin 2017, et a dénoncé l'avocat Gastón Larramendi, qui avait ordonné l'expulsion des salariés de l'usine une semaine plus tôt.

## Affaires contre la répression et la persécution de l'État argentin
Bregman a participé à plusieurs procès pour défendre des militants et des travailleurs contre la répression policière et la persécution politique et syndicale. Elle fait également partie de l'équipe d'avocats de Carla Lacorte ; victime elle-même de cette répression. Cette dernière est également membre du Centre professionnel pour les droits de l'Homme aux côtés de Bregman. Bregman participe également à l'enquête sur l'affaire de l'agent de la police fédérale Américo Balbuena, qui a infiltré des organisations sociales dans le but de les espionner.

## Affaires de crimes contre l'humanité
Bregman a participé aux côtés des appelants au premier procès rendu depuis la réouverture des affaires de crimes contre l'humanité perpétrés par des criminels de la dictature argentine : celui de l'ancien chef de la police de Buenos Aires Miguel Osvaldo Etchecolatz, où Justicia Ya! La Plata l'accusa en 2006 d'avoir commis un génocide. Au cours des dernières phases du procès, l'un des témoins Jorge Julio López, disparait. Une enquête a été ouverte à la suite de cette disparition, encore ouverte aujourd'hui.
Bregman fut également une avocate lors du procès en appel contre Jorge «Tigre» Acosta, dans le cadre de l'affaire ESMA.
Elle est intervenue dans le cadre des procès contre les crimes commis à l'École Supérieure de Mécanique de la Marine (ESMA) contre le préfet Héctor Febrés, en 2007, et dans le deuxième procès contre 18 criminels du génocide, représentant, entre autres, les cas de Rodolfo Walsh, Raimundo Villaflor et des organisations telles que l'Association des anciens détenus disparus (2009-2011).
Myriam Bregman a également été l'avocate lors du procès contre Cristian Federico Von Wernich à La Plata (2007), l'accusant de crimes contre l'humanité commis à Campo de Mayo, lors de l'affaire «Floreal Avellaneda» à San Martín, province de Buenos Aires (2009), puis lors de l'affaire «Seré Mansion» (contre les répresseurs de Buenos Aires et de Mar del Plata en 2008), entre autres.
En 2008, elle a été récompensée par la Commission des droits de l'Homme de l'École des avocats de Buenos Aires. En 2016, Carlos Blaquier et les représentants de l'entreprise Ledesma lui ont envoyé une lettre d'intimidation alors qu'elle se préparait à se rendre à Jujuy pour recevoir des plaintes concernant de graves violations des droits de l'Homme dans la province du gouverneur de l'époque, Gerardo Morales,. Bregman dénonça le fait d'avoir reçu des menaces par téléphone dans son bureau après son intervention à la Commission du Travail et du Budget, où elle remettait en question le premier projet de loi sur l'emploi car elle considérait qu'il s'agissait d'une mesure visant à légaliser la sous-traitance.
Myriam Bregman gère encore aujourd'hui le Centre des professionnels pour les droits de l'homme (CeProDH)

## Militante des droits des femmes
Le 31 mai 2018, Myriam Bregman assiste à la 15e journée de débat sur la légalisation de l'avortement en Argentine au Congrès argentin pour présenter sa position en faveur de la légalisation de l'avortement, en déclarant que "nous sommes fiers de voir de nombreux jeunes avec le mouchoir vert comme leur étendard". Elle en a également profité pour critiquer l'Église catholique et l'archevêque de La Plata Héctor Aguer, qui, selon elle, négocient avec les gouverneurs locaux sur les droits des femmes argentines.